# 真殿光昭
真殿 光昭（まどの みつあき、1964年7月28日 - ）は、日本の男性声優。大阪府出身、広島県育ち。青二プロダクション所属。

## 略歴
小学3年生の時に大阪府から広島県に転居し、広島県立海田高等学校卒業まで過ごした。東京アナウンスアカデミー（現：東京アナウンス・声優アカデミー）声優科、テアトル・エコー付属養成所卒業。マウスプロモーションを経て、青二プロダクション所属となった。
初レギュラーは海外ドラマ『ドクタークイン 大西部の女医物語』のマシュー・クーパー役。アニメでの初レギュラーは『NINKU -忍空-』の藍朓役となる。

## 人物・エピソード

### 特色
関西弁や広島弁に精通している。
役柄としてはヤンチャな印象のある男の子役を演じることが多い。
クォン・サンウの吹き替えを務めており、『天国の階段』以降、ほとんどの作品で担当している。本人もサンウのファンであり、最初に吹き替えを担当した際には「すごくはまりました」と語っている。
真殿は『NINKU -忍空-』で藍朓を演じているが、元々はアニメ化が決まる前から原作の『NINKU -忍空-』にハマっており、特に藍朓が大好きだったという。オーディションには、藍朓のトレードマークである黒のタンクトップとジーパンで挑み、藍朓役が決まった経緯がある。

### 声優になるまで
幼少期は吉本興業に入ろうと考えており、吉本新喜劇を観ることが唯一の楽しみだった。
小学校時代は演劇部、吉本に入りたいと思い、小学6年生の時は放送部に所属していたが、中学、高校時代は女子ばかりで入ることができず、運動部に所属していた。
高校時代に芝居が好きで付き合っていた彼女に「いい声をしているから、声優なんていいじゃない?」と言われたことから声優を目指した。
役者で食べていくことが大変なことは分かっていたため、考える時間を持とうと大学に進学。
大学2年生の頃に付き合っていた彼女に大失恋して「このまま普通に生きていけない。やっぱり役者になろう!」と一大決心をした。
大学生になってから、劇団に所属。4回生の頃は朝大学に行って卒業論文を書き、昼から夕方は芝居の稽古、夜は居酒屋のバイトをして生計を立てていた。大学と並行する形で声優の専門学校にも通う。大学を卒業後、両親に役者で身を立てることを宣言した。

### 交友関係
石田彰と仲が良く、千葉進歩や中井和哉らは「あのクールな石田さんが真殿さんに対してだけは毒舌で面白い」「現場に真殿さんが来た途端、石田さんの空気が柔らかくなった」と言い、「二人の関係が羨ましい」と語っている。
2022年11月14日に他界した梁田清之とも友人であり、梁田がフリーで活動していたため、梁田の妻の意向により自身のTwitterで梁田の訃報を報告した。

## 出演
太字はメインキャラクター。

### テレビアニメ
1989年
- 機動警察パトレイバー（伊藤、山本、警官、整備員、ガードロボ）
- らんま1/2 熱闘編

1991年
- 楽しいムーミン一家
- 満ちてくる時のむこうに

1992年
- お〜い!竜馬（山本琢磨〈青年期〉）
- クッキングパパ（山岸）
- コボちゃん（亀山）
- サラダ十勇士トマトマン（マッシュ）
- 姫ちゃんのリボン（テツ）
- 幽☆遊☆白書（1992年 - 1994年、風丸、是流、妖怪、柳沢光成、桐島、九浄 他）

1993年
- 機動戦士Vガンダム（トランス、メカマンA）

1994年
- 超くせになりそう（ライハルト大村）
- とっても!ラッキーマン（1994年 - 1995年、サラリーマン〈見学大〉、飛田速男、薬指イエロー、ウルサイマン）
- 覇王大系リューナイト（兵士）
- 魔法陣グルグル（従者3）

1995年
- あずきちゃん（高柳ケン）
- 怪盗セイント・テール（男子生徒A）
- 十二戦支 爆烈エトレンジャー（わらしべ）
- ストリートファイターII V（作業員）
- NINKU -忍空-（藍朓）
- バーチャファイター（黒道着A、店員A、忍者B）
- 爆れつハンター（マロン・グラッセ）

1996年
- 愛天使伝説ウェディングピーチ（中畑伸吉、雪之丞変化魔）
- いじわるばあさん（伊知割マコト）
- 機動新世紀ガンダムX（ドゥエート・ラングラフ）
- 機動戦艦ナデシコ（ムネタケ・サダアキ、天空ケン、大使、イケダ）
- それいけ!アンパンマン（1996年 - 2007年、だいりくん〈2代目〉、ホッチンワニ〈2代目〉、パイナップルマン〈2代目〉）
- 天空のエスカフローネ（ガァティ）
- 闘魔鬼神伝ONI（ハジャオウ）
- みどりのマキバオー（福々地、ファンB、馬A、狼、インタビュアー）
- YAT安心!宇宙旅行（ヘンリー）

1997年
- ネクスト戦記EHRGEIZ（部下）
- ハーメルンのバイオリン弾き（クラーリィ・ネッド）
- HARELUYA II BØY（悪魔）
- フォーチュン・クエストL（ギア・リンゼイ）
- 勇者王ガオガイガー（1997年 - 1998年、ピッツァ / ソルダートJ、山野口、ジェイダー、キングジェイダー）
- 烈火の炎（ジョーカー）

1998年
- EAT-MAN'98（ルネ）
- 吸血姫美夕（幻児）
- 下級生（後藤稔）
- 剣風伝奇ベルセルク（団員1）
- 時空探偵ゲンシクン（ベートーベン）
- ジェネレイターガウル（めめずトリルバズバズ男）
- Bビーダマン爆外伝（1998年 - 2000年、きいろボン） - 2シリーズ
- ヨシモトムチッ子物語（イタオサナギ）
- ロスト・ユニバース（ジェス）

1999年
- イソップワールド（ポール）
- エデンズボゥイ（ランバ）
- 南海奇皇（新村次郎）
- 小さな巨人ミクロマン（ウォルト）
- ポケットモンスター（ヒデ）

2000年
- アルジェントソーマ（保安官）
- キョロちゃん（タナカ息子）
- 幻想魔伝 最遊記（蝙蝠男爵Jr）
- サイバーシックス（ヤシモト）
- はじめの一歩（2000年 - 2014年、梅沢正彦） - 3シリーズ + 特別編

2001年
- X －エックス－（有洙川空汰）
- グラップラー刃牙（朱沢鋭一）
- シャーマンキング（ペヨーテ）
- ジャングルはいつもハレのちグゥ（クライヴ）
- 真・女神転生デビチル（ウチキダ先生、アンクー）
- ちびまる子ちゃん（ハンサム少年）
- 爆転シュート ベイブレード（ブレーダーDJ）
- 花田少年史（織田学）
- PROJECT ARMS（カール・ヒギンズ）

2002年
- Weiß kreuz（秋彦）
- クレヨンしんちゃん（2002年 - 2022年、ステロイド麻酢尾、イケメン、振主万太郎、マルク、家伝政一郎、場阿部球太郎）
- 攻殻機動隊 STAND ALONE COMPLEX（男）
- 十二国記（成笙）
- GetBackers-奪還屋-（笑師春樹）
- 天地無用! GXP（天南静竜）
- パタパタ飛行船の冒険（モリリレ）

2003年
- アストロボーイ・鉄腕アトム（実況アナウンサー）
- クラッシュギアNitro（クリント）
- コロッケ!（メザン）
- 獣兵衛忍風帖 龍宝玉篇（飛猿）
- シンデレラボーイ（ジョーカー）
- 住めば都のコスモス荘 すっとこ大戦ドッコイダー（プロデューサー）
- 探偵学園Q（大室涼介）
- デジガールPOP!（ワイヤマン）
- 鋼の錬金術師（ケイン）
- ポケットモンスター アドバンスジェネレーション（ザングース）
- 無人惑星サヴァイヴ（カオル）
- 無限戦記ポトリス（アジェンダ・ガミー）
- 名探偵コナン（2003年 - 2023年、永瀬豹太、末永剣次、梅津隆、比良坂零輝、本田良平、城戸達彦、藤木陽介、角筈直也、古城真一、山浦隆 他）

2004年
- あたしンち（2004年 - 2007年、販売員、怪盗パパン）
- 陰陽大戦記（チハヤ）
- かいけつゾロリ（クレー4兄弟、ミカエル）
- GANTZ（室戸一）
- 京極夏彦 巷説百物語（小吉）
- 蒼穹のファフナー（イドゥン）
- 鉄人28号（班長）
- 天上天下（神楽坂）
- BLEACH（コン）
- 忘却の旋律（橋本マサル）
- MONSTER（Dr.ノルデン）

2005年
- 頭文字D Fourth Stage（ランエボVIの男）
- おくさまは女子高生（市丸恭介）
- ガン×ソード（ウィリアム・ウィル・ウー）
- ギャラリーフェイク（彰彦）
- 今日からマ王!（2005年 - 2008年、エアハルト） - 2シリーズ
- 強殖装甲ガイバー（村上征樹）
- 忍たま乱太郎（2005年 - 2022年、霞鬼、クエン・カステーラ〈2代目〉、風の玉三郎〈2代目〉 他）
- BUZZER BEATER（クロエ）
- ブラック・ジャック（2005年 - 2006年、不良、天道、アジジ）
- まじめにふまじめ かいけつゾロリ（つるつる軒主人）
- 勇者王ガオガイガーFINAL GRAND GLORIOUS GATHERING（ソルダートJ、八木沼範行）

2006年
- エア・ギア（ヨシツネ）
- おろしたてミュージカル 練馬大根ブラザーズ（コンチキマート社長）
- コードギアス 反逆のルルーシュ（2006年 - 2008年、扇要、刑部辰紀） - 2シリーズ
- 彩雲国物語（紅黎深）
- 地獄少女（宮司）
- 女子高生 GIRL'S-HIGH（小田桐雄一郎）
- 出ましたっ!パワパフガールズZ（エース）
- TOKYO TRIBE2（フォックス・ブギー・ブラウン）
- ドラえもん（テレビ朝日版第2期）（2006年 - 2018年、マイク、パワえもん、ダイエットン、うそつきかがみ）
- Fate/stay night（柳洞一成）
- 武装錬金（パピヨン / 蝶野攻爵、蝶野次郎）
- 落語天女おゆい（小塚原左京）

2007年
- ゲゲゲの鬼太郎（第5作）（2007年 - 2008年、以津真天、祇園王）
- ケロロ軍曹（ムサシ）
- 恋する天使アンジェリーク〜かがやきの明日〜（聖獣の炎の守護聖チャーリー）
- 史上最強の弟子ケンイチ（ジークフリート〈九弦院響〉）
- 灼眼のシャナII（“穿徹の洞”アナベルグ）
- D.Gray-man（2007年 - 2016年、セル・ロロン、ツキカミ） - 2シリーズ
- 地球へ…（ガイダンス）
- ポケットモンスター ダイヤモンド&パール（ユースケ）

2008年
- GUNSLINGER GIRL -IL TEATRINO-（ビアンキ）
- 銀魂（伊東鴨太郎）
- ゴルゴ13（客の男）
- スティッチ!（2008年 - 2010年、むうん、スプラウト、クリス） - 3シリーズ
- To LOVEる -とらぶる-（ギ・ブリー）
- はたらキッズ マイハム組（エリック）
- 秘密 〜The Revelation〜（小野木田聖）
- ポルフィの長い旅（サミュエル）

2009年
- アキカン!（バニー・南海）
- 犬夜叉 完結編（夢幻の白夜）
- ゴルゴ13（メル、オペレーター）
- クロスゲーム（東純平）
- スレイヤーズEVOLUTION-R（従者A）
- 蒼天航路（蹇碩）
- DARKER THAN BLACK -流星の双子-（ゴラン）
- ねぎぼうずのあさたろう（仙台曲がりねぎのひねきち、お奉行）
- ONE PIECE（2009年 - 2023年、スクラッチメン・アプー、サッチ、ローの父）

2010年
- 怪談レストラン（タツミ）
- スーパーロボット大戦OG -ジ・インスペクター-（ユウキ・ジェグナン）
- デジモンクロスウォーズ（ネプトゥーンモン）

2011年
- 境界線上のホライゾン（2011年 - 2012年、ヨシナオ） - 2シリーズ
- ぬらりひょんの孫 千年魔京（赤なまはげ、青なまはげ）
- Persona4 the ANIMATION（2011年 - 2014年、足立透） - 2シリーズ
- ポケットモンスター ベストウイッシュ（2011年 - 2013年、タケミツ） - 4シリーズ

2012年
- 機動戦士ガンダムAGE（イーサン・シェロウ、ゴドム・タイナム、ダラス・レギン）
- サザエさん（ジミー〈2代目〉）
- ソードアート・オンライン（カゲムネ）
- 探検ドリランド（道化師ピエール）
- バトルスピリッツ 覇王（Dr.サンセット）
- BTOOOM!（坂本信久）

2013年
- 聖闘士星矢Ω（エーギル）
- DEVIL SURVIVOR2 the ANIMATION（ジョー〈秋江譲〉）
- メガネブ!（渡辺ロレンツォ）

2014年
- エスカ&ロジーのアトリエ 〜黄昏の空の錬金術士〜（ハリー・オルソン）
- ガンダムビルドファイターズトライ（スガ・アキラ）
- 最強銀河 究極ゼロ 〜バトルスピリッツ〜（青ひげ）
- ディスク・ウォーズ:アベンジャーズ（ティム・ギリアム、グラビドン）
- ドラゴンボール改（シャプナー）
- ハマトラ（唐沢）
- Fate/stay night [Unlimited Blade Works]（2014年 - 2015年、柳洞一成） - 2シリーズ

2015年
- Go!プリンセスプリキュア（クローズ / 黒須、音楽教師）
- SHIROBAKO（屋良瀬匠）
- Fate/kaleid liner プリズマ☆イリヤ ツヴァイ ヘルツ!（柳洞一成）

2016年
- 暗殺教室（柳沢誇太郎）
- 影鰐-KAGEWANI-承（川上記者、村人）
- 美少女戦士セーラームーンCrystal Season III（月野謙之）

2017年
- タイガーマスクW（半田一誠）
- ポケットモンスター サン&ムーン（2017年 - 2019年、ザオボー）
- Fate/Grand Order × 氷室の天地 〜7人の最強偉人篇〜（柳洞一成）

2018年
- 銀河英雄伝説 Die Neue These 邂逅（ヨッフェン・フォン・レムシャイド）
- ツルネ -風舞高校弓道部-（静弥の父）

2019年
- 荒野のコトブキ飛行隊（人事部長 / ヒデアキ）
- パズドラ（トーマス・バーン）

2020年
- 大家さんと僕（2020年 - 2021年、先輩、プロレスラー、うどん屋、外国人男性）
- 地縛少年花子くん（カガミジゴク）
- 邪神ちゃんドロップキック（2020年 - 2023年、ハト男爵 / 伝書鳩伯爵、外国人C） - 1シリーズ + 特別編
- アサティール 未来の昔ばなし（マルコス）
- D4DJ First Mix（麗の父）

2021年
- Fairy蘭丸〜あなたの心お助けします〜（新塚）
- もっと!まじめにふまじめ かいけつゾロリ（秘書本）
- SHAMAN KING（2021年 - 2022年、ペヨーテ・ディアス）

2022年
- ポケットモンスター（ザオボー）
- パリピ孔明（唐澤）
- 組長娘と世話係（桃山秀成）
- アキバ冥途戦争（木島）
- デジモンゴーストゲーム（シャンブルモン）
- BLEACH 千年血戦篇（2022年 - 2024年、コン） - 3シリーズ

2023年
- Buddy Daddies（小木埜了）
- 異世界召喚は二度目です（憲兵）
- るろうに剣心 -明治剣客浪漫譚- (2023)（武田観柳）
- 逃走中 グレートミッション（2023年 - 2024年、シュルーク王子、敵ピッチャー）

2024年
- 夜桜さんちの大作戦（チャチャ）

2025年
- おしりたんてい（かわいイリス）

### 劇場アニメ
1991年
- らんま1/2 中国寝崑崙大決戦! 掟やぶりの激闘篇!!（大白星）

1992年
- らんま1/2 決戦桃幻郷! 花嫁を奪りもどせ!!（桃磨）

1993年
- 幽☆遊☆白書（妖怪）

1995年
- あずきちゃん（高柳健）
- KAZU&YASU ヒーロー誕生（三浦知良〈青年期〉）
- NINKU -忍空-（藍朓）
- ユンカース・カム・ヒア（ウエイター）

1996年
- ドラえもん のび太と銀河超特急（アストン）

1997年
- ウルトラニャン 星空から舞い降りたふしぎネコ（猿田）

1998年
- 機動戦艦ナデシコ -The prince of darkness-（ムネタケ）

1999年
- 小さな巨人 ミクロマン 大激戦!ミクロマンVS最強戦士ゴルゴン（ウォルト）

2000年
- サンライズ英雄譚R（回想内男性）

2002年
- WXIII 機動警察パトレイバー

2003年
- クレヨンしんちゃん 嵐を呼ぶ 栄光のヤキニクロード（ドライバー）

2006年
- 劇場版BLEACH MEMORIES OF NOBODY（コン）

2007年
- ヱヴァンゲリヲン新劇場版:序

2008年
- 劇場版BLEACH Fade to Black 君の名を呼ぶ（コン）

2011年
- 映画 スイートプリキュア♪ とりもどせ! 心がつなぐ奇跡のメロディ♪（フラット）

2013年
- キャプテンハーロック -SPACE PIRATE CAPTAIN HARLOCK-（官領）

2014年
- 聖闘士星矢 Legend of Sanctuary（乙女座のシャカ）

2016年
- なぜ生きる 蓮如上人と吉崎炎上（助六）
- CYBORG009 CALL OF JUSTICE（006 / 張々湖）

2017年
- 劇場版 Fate/stay night [Heaven's Feel] I.presage flower（柳洞一成）
- コードギアス 反逆のルルーシュ I - III（2017年 - 2018年、扇要） - 3部作

2018年
- クレヨンしんちゃん 爆盛!カンフーボーイズ〜拉麺大乱〜（ヌン）

2019年
- コードギアス 復活のルルーシュ（扇要）
- ONE PIECE STAMPEDE（スクラッチメン・アプー）

2022年
- 劇場版ツルネ -はじまりの一射-（静弥の父）

2023年
- 劇場版 美少女戦士セーラームーンCosmos（月野謙之）

### OVA
1989年
- 機動警察パトレイバー（赤石、ディレクター、高校生、整備員A）

1991年
- 1月にはChristmas
- 夢枕獏 とわいらいと劇場 夢蜉蝣（学友C）

1992年
- 天地無用!魎皇鬼（天南静竜）
- ハンサムな彼女（スタッフ2）

1993年
- 今日から俺は!!（1993年 - 1996年、学生、佐川 他）
- 爆炎CAMPUSガードレス
- BADBOYS（桐木司）
- らんま1/2 シャンプー豹変! 反転宝珠の禍

1994年
- 銀河英雄伝説
- 覇王大系リューナイト アデュー・レジェンド（剣士）
- らんま1/2 学園に吹く嵐! アダルトチェンジひな子先生

1995年
- D・N・A² 〜何処かで失くしたあいつのアイツ〜※OVA追加エピソード
- 楽勝!ハイパードール（赤井英夫）

1996年
- 元祖 爆れつハンター（マロン・グラッセ）
- 超特急ヒカリアン（シルバーエクスプレス）

1997年
- サクラ大戦 桜華絢爛（金子技師）
- 桜通信（因幡冬馬）
- ベイビィ★LOVE（司藤雷）
- 八雲立つ（江馬充）

1998年
- ゲキ・ガンガー3 熱血大決戦!!（天空ケン）
- サイキックフォース（リチャード・ウォン）

1999年
- ハイスクール・オーラバスター（炎将・剡司）

2000年
- エクスドライバー（小川整備員）
- 銀河英雄伝説外伝 螺旋迷宮（アレクサンドル・ビュコック〈青年期〉）
- 勇者王ガオガイガーFINAL（ソルダートJ、八木沼範行）

2001年
- HAPPY★LESSON THE FINAL（むつきの初恋の先生）

2002年
- ジャングルはいつもハレのちグゥ デラックス（クライヴ）

2005年
- BLEACH The Sealed Sword Frenzy（コン）

2007年
- 頭文字D BATTLE STAGE 2（白悪）
- 装甲騎兵ボトムズ ペールゼン・ファイルズ（バスコ）
- ピューと吹く!ジャガー（保木渡流 / ポギー）
- やわらか三国志 突き刺せ!! 呂布子ちゃん（漁師、宇宙人B）

2008年
- BLEACH カラブリ！ 護廷十三屋台大作戦！（コン）

2010年
- 足洗邸の住人たち。（田村福太郎）
- 犬夜叉 黒い鉄砕牙（白夜）

2011年
- カーニバル・ファンタズム（柳洞一成）

2012年
- 史上最強の弟子ケンイチ（ジークフリート）※単行本47巻特装版付属DVD

2018年
- 幽☆遊☆白書 のるかそるか（舜潤）

### Webアニメ
- 美少女戦士セーラームーンCrystal（2014年、月野謙之）
- 衛宮さんちの今日のごはん（2018年、柳洞一成）
- ケンガンアシュラ（2019年 - 2023年、ロナルド原口[64]） - 2シリーズ[一覧 13]
- Fate/Grand Order 藤丸立香はわからない（2022年、陳宮）
- MONSTERS 一百三情飛龍侍極（2024年、ディーアール[65]）

### ゲーム
1996年
- アンジェリークSpecial2（謎の商人チャーリー）
- ガーディアンヒーローズ（ハーン・サムウェル）
- サイキックフォース（バーン・グリフィス、リチャード・ウォン）
- 伝説のオウガバトル（勇者♂）

1997年
- 下級生（後藤稔）
- サイキックフォース パズル大戦（バーン・グリフィス）
- 真説サムライスピリッツ 武士道烈伝（天草四郎時貞）
- 天空のエスカフローネ（ガァティ）
- 羅媚斗

1998年
- アンジェリーク 天空の鎮魂歌（謎の商人チャーリー）
- エリーのアトリエ 〜ザールブルグの錬金術士2〜（ルーウェン・フィルニール）
- 機動戦艦ナデシコ The blank of 3years（天空ケン）
- サイキックフォース2012（バーン・グリフィス、リチャード・ウォン）
- ジョジョの奇妙な冒険（花京院典明）

1999年
- ヴァルキリープロファイル（ロキ）
- ジョジョの奇妙な冒険（花京院典明 / 恐怖をのり越えた花京院） - PS版
- ジョジョの奇妙な冒険 未来への遺産（花京院典明 / 恐怖をのり越えた花京院）
- ロードオブモンスターズ（タラス） - PS版

2000年
- アンジェリーク トロワ（謎の商人チャーリー）
- スーパーロボット大戦α（ユウキ・ジェグナン）
- スパイロ×スパークス トンでもツアーズ（ハタボン、ファーン、電気技師、ドロイド 他）
- ブリガンダイン グランドエディション（ヴェイナード）
- ラグナキュール レジェンド（レスター）
- 立体忍者活劇 天誅 弐（王小海）

2003年
- アンジェリーク エトワール（聖獣の炎の守護聖チャーリー）
- 漢のためのバイブル THE友情アドベンチャー-炎多留・魂-（AD君）
- 怪盗スライ・クーパー（ベントレー・ワイズタートル）
- 第2次スーパーロボット大戦α（ピッツァ、ネオ・ジオン兵）

2004年
- アドバンスガーディアンヒーローズ（ハーン・サムウェル）
- クラッシュ・バンディクー 爆走!ニトロカート（ナッシュ）
- 3年B組金八先生 伝説の教壇に立て!（大山太郎）
- モンキーターンV（蒲生秀隆）

2005年
- エウレカセブン TR1:NEW WAVE（ショーン・バンクス）
- 怪盗スライ・クーパー2（ベントレー・ワイズタートル）
- 新世紀勇者大戦
- 第3次スーパーロボット大戦α 終焉の銀河へ（ソルダートJ）
- ぼくらのかぞく（パンツ〈青年〉）

2006年
- ヴァルキリープロファイル レナス（ロキ）
- エウレカセブン TR2:NEW VISION（ショーン・バンクス）
- テイルズ オブ デスティニー（バティスタ） - PS2版
- バテン・カイトスII 始まりの翼と神々の嗣子（シャナト）
- BLEACH 〜放たれし野望〜（コン）

2007年
- 史上最強の弟子ケンイチ 激闘!ラグナレク八拳豪（ジークフリート）
- スーパーロボット大戦OG ORIGINAL GENERATIONS（ユウキ・ジェグナン）
- スーパーロボット大戦OG外伝（ユウキ・ジェグナン）
- テイルズ オブ イノセンス（ハスタ・エクステルミ / ゲイボルグ）
- トラスティベル 〜ショパンの夢〜（ショパン）
- ファイナルファンタジー・クリスタルクロニクル リング・オブ・フェイト（クー・チャスペル）
- Fate/stay night [Realta Nua]（柳洞一成） - PS2版
- 星色のおくりもの（明戸紳）
- マナケミア 〜学園の錬金術士たち〜（トニ・アイスラー）
- リーズのアトリエ 〜オルドールの錬金術士〜（マリウス・ザクセン）

2008年
- コードギアス 反逆のルルーシュ LOST COLORS（扇要）
- チョコボと魔法の絵本 魔女と少女と5人の勇者（ギルガメッシュ）
- ドラゴンボールZ インフィニットワールド（天津飯）
- ドラゴンボールZ バーストリミット（天津飯）
- Breath 吐息は茜色（佐藤）
- ペルソナ4（足立透 / アメノサギリ）
- 星色のおくりもの Portable（明戸紳）
- マナケミア2 〜おちた学園と錬金術士たち〜（トニ・アイスラー）
- ラスト レムナント（ウィルフレッド・エルマイエン）
- 龍が如く 見参!

2009年
- 誰にでも裏がある 〜True or Lie?〜（闇乃雪也）
- ドラゴンボール 天下一大冒険（天津飯）
- LUNAR 〜HARMONY of SILVER STAR〜（アイフェルン）

2010年
- Another Century's Episode:R
- カエル畑DEつかまえて☆彡（米原美咲）
- カエル畑DEつかまえて ポータブル（米原美咲）
- カエル畑DEつかまえて・夏 千木良参戦!（米原美咲）
- TAKUYO Mix Box 〜ファーストアニバーサリー〜（米原美咲）
- ドラゴンボールヒーローズ（2010年 - 2018年、天津飯、五星龍） - 5作品
- ひまわり -Pebble in the Sky- Portable（西園寺明）

2011年
- カエル畑DEつかまえて・夏 千木良参戦! ぽーたぶる（米原美咲）
- 第2次スーパーロボット大戦Z 破界篇（扇要）
- 誰にでも裏がある -Happy Gift-（闇乃雪也）
- ONE PIECE ギガントバトル! 2 新世界（スクラッチメン・アプー）
- ONE PIECE ワンピーベリーマッチW（スクラッチメン・アプー）

2012年
- アーシャのアトリエ 〜黄昏の大地の錬金術士〜（ハリー・オルソン）
- 恋戦隊 LOVE&PEACE（ダーク）
- CODE OF PRINCESS（月影・シューティングスター之介）
- 第2次スーパーロボット大戦Z 再世篇（扇要、趙皓）
- テイルズ オブ イノセンス R（ハスタ・エクステルミ / ゲイボルグ）
- NEWラブプラス（小早川漂介）
- Fate/stay night [Realta Nua]（柳洞一成、ベディヴィエール） - PS Vita版
- ペルソナ4 ザ・ゴールデン（足立透 / アメノサギリ）

2013年
- ヴァルハラナイツ3（タッカーノ）
- エスカ&ロジーのアトリエ 〜黄昏の空の錬金術士〜（ハリー・オルソン）
- 境界線上のホライゾン PORTABLE（ヨシナオ）
- ジョジョの奇妙な冒険 オールスターバトル（東方定助）
- スーパーロボット大戦OG INFINITE BATTLE（ユウキ・ジェグナン）
- スーパーロボット大戦UX（イドゥン）
- ペルソナ4 ジ・アルティマックス ウルトラスープレックスホールド（足立透）
- 無双OROCHI2 Ultimate（応龍）

2014年
- ヴァルハラナイツ3 GOLD（クドゥ）
- 英雄伝説 碧の軌跡 Evolution（F・ノバルティス）
- クレヨンしんちゃん 嵐を呼ぶ カスカベ映画スターズ!（トラックの男）
- シャリーのアトリエ 〜黄昏の海の錬金術士〜（ハリー・オルソン）
- Fate/hollow ataraxia（柳洞一成）
- ONE PIECE 超グランドバトル! X（スクラッチメン・アプー）

2015年
- 喧嘩番長6〜ソウル&ブラッド〜（千石雄飛）
- ジョジョの奇妙な冒険 アイズオブヘブン（東方定助）
- スーパーロボット大戦BX（ゴドム・タイナム、ムネタケ・サダアキ、ソルダートJ）
- 聖闘士星矢 ソルジャーズ・ソウル（ジークフリート）
- デビルサバイバー2 ブレイクレコード（ジョー / 秋江譲）
- ひまわり-Pebble in the Sky- PS Vita版（西園寺明）
- ドラゴンボールZ 超究極武闘伝（五星龍）
- 美男高校地球防衛部LOVE!GAME!（原九郎）
- ペルソナ4 ダンシング・オールナイト（足立透）
- ONE PIECE ワンピースキングス（スクラッチメン・アプー）

2016年
- スーパーロボット大戦OG ムーン・デュエラーズ（ユウキ・ジェグナン）

2017年
- スターオーシャン:アナムネシス（ロキ）
- テイルズ オブ ザ レイズ（ハスタ）

2018年
- スーパーロボット大戦X（セルリック・オブシディアン）
- 銀魂乱舞（伊東鴨太郎） - DLC追加キャラクター
- 無双OROCHI 3（応龍）
- 片恋いコントラスト -way of parting-（アルカンジェ舞渡華）

2019年
- スーパーロボット大戦T（ソルダートJ、ウィリアム・ウィル・ウー、セルリック・オブシディアン）
- スーパードラゴンボールヒーローズ ワールドミッション（天津飯、五星龍）
- Fate/Grand Order（陳宮）
- ブレイドエクスロード（アルガディア・マーヴェルロー）
- BLAZBLUE CROSS TAG BATTLE 2.0（足立透）

2020年
- ドラゴンボールZ カカロット（シャプナー）
- 共闘ことばRPG コトダマン（伊東鴨太郎、足立透）
- 幽☆遊☆白書 100%本気バトル（九浄）
- 英雄伝説 創の軌跡（F・ノバルティス博士）

2021年
- はじめの一歩 FIGHTING SOULS（梅沢正彦）
- コードギアス Genesic Re;CODE（扇要）
- スーパーロボット大戦30（ソルダートJ、ウィリアム・ウィル・ウー）

2022年
- コードギアス 反逆のルルーシュ ロストストーリーズ（2022年 - 2023年、扇要）
- ジョジョの奇妙な冒険 オールスターバトルR（東方定助）
- スーパーロボット大戦DD（2022年 - 2023年、ピッツァ、趙皓）

2024年
- モンスターストライク（チャチャ）

2025年
- BLEACH Rebirth of Souls（コン）

### ドラマCD・カセット
- 愛かもしれない -山田ユギバンブーセレクションCD2-（水野）
- 青の軌跡2 カタルシス・スペル〜開放の呪文〜（サーシャ）
- アニメイトカセットコレクション 機動戦艦ナデシコ 「ナデシコ対ゲキ・ガンガー対宇宙人」……って、オイ!?（天空ケン）
- 足洗邸の住人たち。（田村福太郎）
- アンジェリークシリーズ（謎の商人チャーリー）
- 阿佐ヶ谷Zippy（庵原一葉&二葉）
- イースI 〜失われし古代王国〜（ダルク・ファクト）
- イノセント・サイズ（青鈍聖吾）
- 石黒和臣氏の、ささやかな愉しみ（石黒和臣）
- 美しい男（ケサック）
- Every Day Every Night
- 影の館シリーズ2・4（ナタナエル）
- 風の王国（尉遅慧）
- カプセルヨードチンキ（シーナ）
- 機工魔術士-enchanter-（元木静）
- 吸血鬼と愉快な仲間たち（殺人犯）
- 銀河鉄道の夜（青年）
- クロックタワー2（ノラン）
- 恋戦隊LOVE&PEACE ドラマCD 1 - 4（ダーク）
- Sound Drama Fate/EXTRA（柳桐一成[91]）
- THE MANZAI（高原有一）
- SAMURAI DEEPER KYO（鎭明）
  - 侍学園2 炎の激闘・体育祭編!!
  - 侍学園3 燃えろ純情! 修学旅行編!!
  - 陰陽殿への扉編 第四巻『朱雀対鶺鴒』
- 勝負は時の…運だろ?（卯都木丘）
- 新・世紀末ダーリン（桂千太郎）
- 創竜伝（パイロット）
- TWIN SIGNAL（オラクル）
- 東京ガーディアン
- 月と茉莉花 〜月と茉莉花の章〜（水月 / 月心）
- 月と茉莉花 〜五弦の琵琶の章〜（月心）
- トラスティベル 〜ショパンの夢〜 オリジナルドラマCD（ショパン）
- ドラマCD TalesRing Archive 〜英雄の帰還〜（イェーツ）
- ドロシーの指輪（方領桂丸）
- ハイスクール・オーラバスター（炎将・せん司）
- 覇王大系リューナイト CDシネマ「カイオリスへの旅立ち」第2章 - 第4章（ギルガイン）
- ひまわり（西園寺明）
- ピューと吹く!ジャガー ジャガージュン市のオールナイト昼（ポギー）
- 百歌声爛 -男性声優編-
- ファイアーエムブレム 黎明編/紫嵐編（ジュリアン）
- ふしぎ遊戯 玄武開伝（玻慧）
- 武装錬金（蝶野攻爵 / パピヨン）
- プラネット・ラダー（早稲田丈僖[92]）
- BLEACH -ブリコン-（コン）
- プリンセス・プリンセス（名田庄）
- ブロードキャストを突っ走れ!（久納葉月）
- 星色のおくりもの シリーズ（明戸紳）
  - 星色のおくりもの キャラクターソング&ドラマCD 〜鳴滝誠悟〜
  - 星色のおくりもの キャラクターソング&ドラマCD 〜明戸紳〜
  - 星色のおくりもの キャラクターソング&ドラマCD 〜鳴滝宗哉〜
  - 星色のおくりもの キャラクターソング&ドラマCD 〜稲船隆志〜
- 真夏の被害者I・II（橋本優）
- Mr.FULLSWING（村中魁）
- 淫らなセクシー・リーマンズ1（花牟礼真樹人）
- 美男の殿堂（本多成）
- 魅惑のリンゴ（五木弘）
- 八雲立つ 音盤物語（江馬充）新音盤物語（素盞鳴：スサノオ）
- 勇者王ガオガイガーシリーズ（ソルダートJ）
  - スペシャルドラマ2 〜ロボット闇酷冒険記〜
  - スペシャルドラマ3 〜最強勇者美女軍団〜
- 楽勝!ハイパードール
- ラグナロク
- LOVE MODE ホスト編（冬麻）
- 若!!（嵩田の兄）

### ラジオドラマ
- 青山二丁目劇場 オリジナルドラマ「海辺のパン屋さん」（森安男）
- クロックタワー2（ノラン・キャンベル）
- 星界の戦旗IV（ベルソート）
- ファイナルファンタジータクティクスアドバンス（暗闇の雲ファムフリート）

### デジタルコミック
- VOMIC 華麗なる食卓（2008年、高円寺マキト）

### パチンコ・パチスロ
- デビルサバイバー2 最後の7日間（ジョー〈秋江譲〉）

### 吹き替え

#### 担当俳優
クォン・サンウ
- 痛み（ナムスン）
- 美しき野獣（チャン・ドヨン）
- 同い年の家庭教師（キム・ジフン）
- 悲しき恋歌（ソ・ジュンヨン）
- 悲しみよりもっと悲しい物語（ケイ）
- 恋する神父（キム・ギュシク）
- シンデレラマン（オ・デサン / イ・ジュニ）
- 青春漫画〜僕らの恋愛シナリオ〜（イ・ジファン）
- 太陽に向かって（カン・ソンミン）
- 天国の階段（チャ・ソンジュ）
- 7日間の恋人（クォン・ジョンフン）
- BAD LOVE〜愛に溺れて〜（カン・ヨンギ）
- ひとまず走れ!（ウソプ）
- マルチュク青春通り（ヒョンス）
- ライジング・ドラゴン（サイモン）
- レディプレジデント〜大物（ハ・ドヤ）
- 野王〜愛と欲望の果て〜（ハリュ）
- ラブ・アゲイン 2度目のプロポーズ（ヒョヌ）
- 鬼手（グィス）
- ヒットマン エージェント: ジュン（ジュン）

#### 映画
- アート・オブ・ウォー3（ジェイソン〈ウォーレン・デローザ〉）
- アンダーフィールド（デヴィッド・フェリス中尉〈ケイリー・エルウィス〉）
- アンディ・ラウの麻雀大将（ラウ〈ラウ・チンワン〉）
- E.T. ※DVD版
- エージェント・ゾーハン
- エリザベス（サー・トーマス・エリオット）
- エルム街の悪夢4 ザ・ドリームマスター 最後の反撃
- エルモと毛布の大冒険（ビッグバード、アーニー）
- エントランス（マット〈ウェス・ベントリー〉）
- キャットウーマン（ウェスリー〈バイロン・マン〉）※テレビ朝日版
- グッドマン・イン・アフリカ（コジョ）
- クライング・ゲーム（ティンカー）
- クローバーフィールド/HAKAISHA（ロバート〈マイケル・スタール＝デヴィッド〉）
- Go!Go!L.A.（リチャード〈デイヴィッド・テナント〉）
- CODE:0000 コード:ゼロ（ギラン・ウィルコット・レーン博士〈キャスパー・ヴァン・ディーン〉）
- 恋する40DAYS（ライアン〈パウロ・コスタンゾ〉）
- 5時から7時の恋人カンケイ（ブライアン〈アントン・イェルチン〉）
- サイバーネット（フリーク）
- ザ・メキシカン（ベック〈デヴィッド・クラムホルツ〉）※テレビ朝日版
- サンタモニカ・ダンディ（ジョン・バーンズ〈テイト・ドノヴァン〉）
- 幸せのセラピー（チップ・ジョンソン〈ティモシー・オリファント〉）
- ジェニファー・ラヴ・ヒューイットのtrue love（サム・ホルブルック〈ジミ・ミストリー〉）
- 史上最悪のボートレース ウハウハザブーン（ロジャー・バンダイク）※テレビ東京版
- スコーピオン・キング（アーピッド〈グラント・ヘスロヴ〉）※日本テレビ版
- スターシップ・トゥルーパーズ（エース・リビー〈ジェイク・ビジー〉）※フジテレビ版
- スタンド・バイ・ミー（チャーリー・ホーガン〈ゲイリー・ライリー〉）※DVD・VHS版
- ストリート・オブ・ファイヤー（ビリー・フィッシュ〈リック・モラニス〉）※VOD版
- スパイアニマル・Gフォース（バッキー〈スティーヴ・ブシェミ〉[94]）
- スリー・リバーズ ※ソフト版
- 青春の輝き（クリス・リース〈クリス・オドネル〉）
- 世界にひとつのロマンティック（ハワード〈ジェイク・ジレンホール〉）
- センターステージ2 ダンス・インスピレーション!（クーパー・ニールソン）
- 007/消されたライセンス（トゥルーマン＝ロッジ〈アンソニー・スターク〉）※DVD版
- 超人ハルク'90（マット・マードック / デアデビル〈レックス・スミス〉）※DVD版
- 沈黙の戦艦（ナッシュ二等兵、キュー・ボール）※テレビ朝日版
- ツイスター（ローレンス〈ジェレミー・デイビス〉）※日本テレビ版
- ディープ・ブルー（ケヴィン・クロフォード）※日本テレビ版
- DEAN/ディーン（ジェームズ・ディーン〈ジェームズ・フランコ〉）
- ティアーズ・オブ・ザ・サン（ドク〈ポール・フランシス〉）
- 遠い空の向こうに（クエンティン・ウィルソン〈クリス・オーウェン〉）
- ドクター・ドリトル2（酔っ払いサル）※劇場公開版
- 友へ チング ※関西弁
- ドラキュラ（アーサー・ホームウッド卿〈ケイリー・エルウィス〉）※新ソフト版
- ドリームキーパー（シェーン）
- ドロップ・ゾーン（セルカーク〈コリン・ネメック〉）※ソフト版
- ナイトメア ミュージアム（ハリソン・"ハリー"・マッコール教授〈ジェレミー・ロンドン〉）
- 25年目のキス（マーキン）
- 人間消失 ファイナル・ウォー（ニコライ・カルパチア）
- ノーマンズ・ランド ※テレビ東京版
- ノック・オフ（トミー・ヘンドリックス〈ロブ・シュナイダー〉）※ソフト版
- バーブ・ワイヤー/ブロンド美女戦記（チャーリー）※ソフト版
- 白髪魔女伝2（ロハン）
- 8月のメモワール（アーリス・リプニッキ）
- ハワーズ・エンド（ティビー・シュレーゲル）
- ヒトラーの贋札（アドルフ・ブルガー〈アウグスト・ディール〉）
- ビューティフル・マインド（ベンダー〈アンソニー・ラップ〉）
- ビルとテッドの地獄旅行（ビル・S・プレストン）※テレビ東京版
- ファイナル・デスティネーション（トッド・ワグナー）※ソフト版
- プラダを着た悪魔（クリスチャン・トンプソン〈サイモン・ベイカー〉）※ソフト版
- フラバー（ベネット・ホーニッカー〈ウィル・ウィトン〉）
- ブルージーン・コップ ※日本テレビ版
- ベルベット・ゴールドマイン（カート・ワイルド〈ユアン・マクレガー〉）
- 星に想いを（フランク〈フランク・ホエーリー〉）
- ホワイト・バレンタイン（イ・ハンソク）
- マックス・スティール（スティール）
- マッド・ハウス/珍入者撃退作戦（ジョナサン〈ブラッドリー・グレッグ〉）
- マペットシリーズ（カーミット）
  - マペットの夢みるハリウッド（ビッグバード）※Disney+版
  - マペットめざせブロードウェイ! ※ソニー・ピクチャーズ版
  - ゴンゾ宇宙に帰る
  - カーミットのどろんこ大冒険
  - マペットのメリー・クリスマス
  - マペットのオズの魔法使い
  - ザ・マペッツ
  - マペットのホーンテッドマンション
- ミステリー・ツアー（ラーズ〈ケヴィン・ヘファーナン〉）
- ミッシング・サン（ティム〈ジョヴァンニ・リビシ〉）
- ミッドナイトヒート（ダニー・ローリンズ〈アダム・アント〉）※VHS版
- みにくいアヒルの子（ホリー〈クリストファー・カイマン・リー〉）
- ミュータント・タートルズ ※フジテレビ版
- ミリオンダラー・ベイビー（デンジャー〈ジェイ・バルチェル〉）※ソフト版
- モンテ・クリスト伯（J・F・ヴィルフォール〈ジェームズ・フレイン〉）
- ゆかいなブレディー家/トラブルinハワイ（グレッグ・ブレディー〈クリストファー・ダニエル・バーンズ〉）
- ユリョン（ミサイル士官431〈ソル・ギョング〉）
- ラスティ!（ラスティ）
- リトル・イタリーの恋（アンジェロ・ドニーニ〈ジョヴァンニ・リビシ〉）
- ロミオとジュリエット（ベンヴォーリオ〈ブルース・ロビンソン〉）※テレビ東京版
- ワンス・アポン・ア・タイム・イン・アメリカ（少年時代のヌードルス）※VHS版
- わんぱくデニス（ミッキー〈デヴィン・ラトレイ〉）

#### ドラマ
- アガサ・クリスティー ミス・マープル 動く指（ジェリー・バートン〈ジェームズ・ダーシー〉）
- アメリカン・ゴシック シーズン1 #17（テッド〈テッド・ライミ〉）
- アリー my Love
- ER XI 緊急救命室 #22（カイル）
- イコライザー シーズン1 #5（ドリアン・エンディコット〈クリスチャン・コールソン〉）
- IT ※テレビ東京版、NHK-BS2版
- いとこのスキーター（スキーター）
- THE EVENT/イベント（ショーン・ウォーカー〈ジェイソン・リッター〉）
- 恐竜家族
- グッドラック・チャーリー（カーミット）
- 刑事コロンボ #46「汚れた超能力」
- クローザー シーズン2
- ゲームシェイカーズ（ダブルG〈ケル・ミッチェル〉）[95]
- CSI:9 科学捜査班 #12（マイルズ〈フランク・ホエーリー〉）
- CSI:ニューヨーク3 #18（ルーク・ブレイド〈クリス・エンジェル〉）
- シカゴ・メッド（イーサン・チョイ〈ブライアン・ティー〉[96]）
- スタートレック:ヴォイジャー（ハリー・キム〈ギャレット・ウォン〉）
- スタジオDC:オールスター・ライブ（カーミット）
- 素晴らしき日々（トニー・バーバレラ）
- ダメージ2（ウェス・クラリック〈ティモシー・オリファント〉）
- テレタビーズ（ディプシー）
- ドクタークイン 大西部の女医物語（マシュー・クーパー〈チャド・アレン〉）
- パワーレンジャーシリーズ
  - パワーレンジャー（ビリー・クランストン / ブルーレンジャー〈初代〉）
- HAWAII FIVE-0（チャーリー・フォン〈ブライアン・ヤン〉）
- バンド・オブ・ブラザース（ドナルド・フーブラ二等兵）
- 名探偵モンク シーズン2 #2
- ヤングライダーズ シーズン1 #9（マット・オコンネル）

#### アニメ
- 悪魔城ドラキュラ -キャッスルヴァニア-（アイザック）
- Oops!フェアリーペアレンツ（コズモ）
- Oops!フェアリーペアレンツ: ピカピカの願い（コズモ）
- カンフー・パンダシリーズ（マスター・ツル）
  - カンフー・パンダ
  - マスター・ファイブの秘密
  - カンフー・パンダ2
- 腰抜けヒーロー大冒険!!（エリオット）
- サーフズ・アップ（マイキー）
- サウスパーク（ガス）
- シャーク・テイル
- 少女チャングムの夢（チャン・スロ）
- シルベスター&トゥイーティー ミステリー
- スター・ウォーズ/クローン・ウォーズ (テレビアニメ)
- タンタンの冒険
- チップとデールの大作戦（スノート）※新吹き替え版
- トランスフォーマー アドベンチャー（バーテブレイク）
- バッグス・バニーのぶっちぎりステージ
- バットマン
- バットマン:ブレイブ&ボールド（ファンハウス）
- ブルー 初めての空へ（チュリオ）
- ブルー2 トロピカル・アドベンチャー（チュリオ）
- マペット・ベビー（カーミット）
- メガマインド（コブンギョ）

#### 人形劇
- がんばれタッグス（ウォリアー、ブレアー、デイビー・ジョーンズ、ビリー・シューパック）
- マペットシリーズ（カーミット）
  - セサミストリート（NHK版）（ビッグバード、アーニー、アラン、ティンゴ、カーミット）
  - マペット・タイム
  - マペット大集合!

### 特撮
1996年
- 激走戦隊カーレンジャー（EE〈エンエン〉ムスビノフの声）

2002年
- 忍風戦隊ハリケンジャー（復活忍者バンパ・イヤーンの声）

2006年
- 轟轟戦隊ボウケンジャー（プロメテウスの石の声）

2007年
- 獣拳戦隊ゲキレンジャー（幻獣ミノタウロス拳シユウ〈本体、分身〉の声）

2008年
- 炎神戦隊ゴーオンジャー（キタネイダスの声、美空警部補 役）
- 炎神戦隊ゴーオンジャー BUNBUN!BANBAN!劇場BANG!!（キタネイダスの声、若侍の声）
- 炎神戦隊ゴーオンジャー BONBON!BONBON!ネットでBONG!!（キタネイダスの声）

2009年
- 劇場版 炎神戦隊ゴーオンジャーVSゲキレンジャー（キタネイダスの声）

2010年
- 侍戦隊シンケンジャーVSゴーオンジャー 銀幕BANG!!（キタネイダスの声）

2012年
- 海賊戦隊ゴーカイジャーVS宇宙刑事ギャバン THE MOVIE（キタネイダスの声）

2014年
- 烈車戦隊トッキュウジャー（チュウシャキシャドーの声）

2015年
- 手裏剣戦隊ニンニンジャー（妖怪カサバケの声）

2018年
- 炎神戦隊ゴーオンジャー 10 YEARS GRANDPRIX（害気大臣キタネイダスの声）
- 快盗戦隊ルパンレンジャーVS警察戦隊パトレンジャー（イセロブ・スターフライドの声）

### 実写
- BLEACH SOUL SONIC 2005 "夏"
- アニメBLEACH緊急SP（テレビ東京、2007年9月17日）
- 銀魂晴祭り2016(仮)
- 木曜の怪談・タイムキーパーズ（1997年、CX）

### ラジオ
- ZMAPのリップスファクトリー
- ホテルマウス

### テレビドラマ
- なつぞら（2019年、NHK総合） - キックジャガー（声の出演）
- 119エマージェンシーコール（2025年、フジテレビ） - 通報者（声の出演[100]）

### 教育番組
- 未来広告ジャパン!（2017年4月 - 2018年3月、NHK Eテレ） - Tan-Q（声の出演）

### CM
- タカラ DX超弩級合体キングジェイダー
- ウルトラジャンプCM (2016年、東方定助)

### 舞台
- ペルソナ4 ジ・アルティマックス ウルトラスープレックスホールド（2016年7月6日 - 10日、シアターGロッソ） - 足立透 役[101]

### その他コンテンツ
- ゲゲゲの鬼太郎 妖怪JAPANラリー3D（ドリーモン）
- ジェイミー・オリヴァーがいく！スーパーフードの旅（ジェイミー・オリヴァー）（ボイスオーバー）
- ジェイミー・オリヴァーのクリスマスレシピ（ジェイミー・オリヴァー）（ボイスオーバー）
- トリハダ（秘）スクープ映像100科ジテンスペシャル（声の出演）
- Go!プリンセスプリキュア ミュージカルショー プリンセスランドをすくえ!（クローズ）
- Go!プリンセスプリキュア アクションステージ（クローズ）
- 燈の守り人〜幻想夜話〜（陸中黒埼灯台[102][103]）（2021年）
- 燈の守り人 灯台音声ガイド 岩手県普代村 陸中黒埼灯台（2021年）[102]

### シリーズ一覧
1. ↑  第1作（1998年 - 1999年）[27]、第2作『Bビーダマン爆外伝V』（1999年 - 2000年）[28]
2. ↑  第1期（2000年 - 2002年）、TVスペシャル『Champion Road』（2003年4月18日）、第2期『New Challenger』（2009年）、第3期『Rising』（2013年 - 2014年）
3. ↑  第1シリーズ（2005年）、第3シリーズ（2008年）
4. ↑  第1期（2006年 - 2007年）、第2期『R2』（2008年）
5. ↑  第1作（2007年 - 2008年）、第2作『HALLOW』（2016年）
6. ↑  第1シリーズ（2008年）、第2シリーズ『〜いたずらエイリアンの大冒険〜』（2010年）、第3シリーズ『〜ずっと最高のトモダチ〜』（2010年）
7. ↑  第1期（2011年）、第2期『II』（2012年）
8. ↑  第1期（2011年 - 2012年）、第2期『Persona4 the Golden ANIMATION』（2014年）
9. ↑  第1期（2011年）、第2期（2012年）、シーズン2第1クール（2012年）、シーズン2第3クール『デコロラアドベンチャー』（2013年）
10. ↑  1stシーズン（2014年）、2ndシーズン（2015年）
11. ↑  第2期『'』（2020年）、特別編『【世紀末編】』（2023年12月27日）
12. ↑  第1クール（2022年）、第2クール『-訣別譚-』（2023年）、第3クール『-相剋譚-』（2024年）
13. ↑  シーズン1/パート1（2019年）、シーズン2/パート1（2023年）